# Dymusia cyanea
Dymusia cyanea är en skalbaggsart som beskrevs av Olivier 1789. Dymusia cyanea ingår i släktet Dymusia och familjen Cetoniidae. Inga underarter finns listade i Catalogue of Life.